# Psychotria parvifolia
Psychotria parvifolia är en måreväxtart som beskrevs av George Bentham och Oerst.. Psychotria parvifolia ingår i släktet Psychotria och familjen måreväxter. Inga underarter finns listade i Catalogue of Life.